# Kiri Vong
Kiri Vong (tiếng Khmer: ស្រុកគីរីវង់)là một huyện thuộc tỉnh Takéo, phía nam Campuchia. Theo thống kê năm 1998, dân số toàn huyện là 92.446 người.

## Vị trí địa lý
Kiri Vong là huyện nằm ở rìa Tây Nam tỉnh Takéo, giáp biên giới Việt Nam - Campuchia với (xã Vĩnh Điều) của huyện Giang Thành tỉnh Kiên Giang, Việt Nam (ở phía tây nam), huyện Tri Tôn (ở phía nam) và thị xã Tịnh Biên (ở phía đông nam) của tỉnh An Giang, Việt Nam. Phía đông bắc Kiri Vong là huyện Kaoh Andaet, phía bắc là huyện Treang, là 2 huyện cùng tỉnh Takéo. Phía tây bắc và phía tây, Kiri Vong tiếp giáp với 2 huyện của tỉnh Kampot là: huyện Angkor Chey (ở phía tây bắc) và huyện Banteay Meas (ở phía tây).

## Hành chính
Huyện Kiri Vong gồm 12 xã, sau: 

Bản đồ hành chính huyện Kiri Vong.

1. Angk Prasat (210401): Pou Ta Mok, Roneam Tnaot, Prachreay, Angk Prasat, Phngeas, Voat Svay, Phnum Lonteah, Tuol Svay, Svay Thum, Kra Bak
2. Preah Bat Choan Chum (210402): Pou Khvet, Kampong, Trapeang Srang, Traeuy Tonloab, Prey Thum, Pou Roung, Chrouy, Pou
3. Kamnab (210403): Kamnab, Krangol, Daeum Slaeng, Khmal, Pou Sangkae, Chamkar Tieb
4. Kampeaeng (210404): Ta Pov, Thum, Voat Phnum, ang Khchau, Chi Mreak, Hantea, Andoung Chrung, Ponley, Ta Meaeng, Svay Voa, Prasat, Pou Bay, Chrak Chi Koam
5. Kiri Chong Kaoh (210405): Chambak Tuem, Prey Ta Mau, Daeum Beng, Preal, Chek, Chrouy Slaeng
6. Kouk Prech (210406): Trapeang Pring, Kbal Damrei, Kouk Prech, Chi Khmol, Chheu Neang Khpos, Slaeng, Samraong Khang Kaeut, Samraong Khang Lech, Chambak, Andoung Thum, Kouk Kruos, Prey Cheung, Bam
7. Phnum Den (210407): Phsar, Ta Loeng, Kandal, Ta Rung, Chvea, Andoung Kien, Thum, Totueng, Thmei
8. Prey Ampok (210408): Prey Lieb, Khvav, Trapeang Pring, Amrae, Souben, Prey Ampok, Thnal Louk, Pump Edth, Chheu Teal Phluoh
9. Prey Rumdeng (210409): Phnum Krapeu, Buor, Chamreh, Damnak Thngan, Bapol, Trapeang Chey, Dei Kraham, Trapeang Veaeng, Trapeang Pidaor, Prey Rumdeng, Boeng Tumnob
10. Ream Andaeuk (210410): Svay Sar, Trayueng, Trapeang Run, Ream Andaeuk, Trapeang Khchau, Kaoh Kosal, Kouk Roka, Pongro
11. Saom (210411): Tuol Pongro, Srae Khmuonh, Srae Kaes, Preal, Thmei, Ping Pong, Saom, Daeum Rumdael, Daeum Angkaol, Neasar Kiri, Tonloab, Pong Tuek
12. Ta Ou (210412): Krasang Pul, Roliek, Sla, Daom, Cheav Bdei Khang Kaeut, Cheav Bdei Khang Lech, Krang Ta Mung, Ta Ou Khang Cheung, Ta Ou Khang Tboung